# Єленін Георгій Семенович
Георгій Семенович Єленін (нар. 1890, село Огарьовське Московської губернії, тепер Московська область, Російська Федерація — розстріляний 30 вересня 1937, місто Сталіно, тепер Донецьк) — радянський профспілковий діяч, голова Сталінської окружної і обласної ради профспілок, секретар Всеукраїнської ради профспілок. Кандидат у члени ЦК КП(б)У в червні 1933 — травні 1937 р.

## Біографія
Здобув початкову освіту.
Член РКП(б) з 1919 року. Учасник Громадянської війни в Росії.
Працював головою заводського комітету профспілок (завкому) Путіловського заводу у Петрограді. Потім — голова підрайонного і районного комітетів Всесоюзної спілки робітників-металістів у Донбасі.
У 1928—1930 роках — голова Сталінської окружної ради профспілок. У 1931—1932 роках — голова Всеукраїнського комітету професійної Спілки робітників металургії.
У 1932—1936? роках — секретар Всеукраїнської республіканської ради професійних спілок (ВУРПС).
До 1937 року — голова Донецької обласної ради профспілок.
7 серпня 1937 року заарештований органами НКВС. 26 вересня 1937 року засуджений до розстрілу. Посмертно реабілітований у 1992 році.